# Panajotis Janakis
Panajotis Janakis (gr. Παναγιώτης Γιαννάκης; ur. 1 stycznia 1959 w Nikiea) – grecki koszykarz występujący na pozycjach rozgrywającego oraz rzucającego obrońcy, po zakończeniu kariery zawodniczej trener koszykarski.
Strzelecki rekord kariery ustanowił w 1981 roku, w spotkaniu przeciw Arisowi, notując 73 punkty.
Jest jedynym człowiekiem, który zdobył mistrzostwo Europy jako zawodnik (1987) oraz trener (2005).

## Osiągnięcia
Na podstawie, o ile nie zaznaczono inaczej.

### Zawodnicze
Drużynowe
- Mistrz:
  - Euroligi (1996)
  - Grecji (1985–1991)
- Wicemistrz Grecji (1995, 1996)
- Brąz Euroligi (1989, 1995)
- 4. miejsce w:
  - Eurolidze (1988, 1990)
  - Pucharze Koracia (1985)
- Zdobywca Pucharu:
  - Saporty (1993)
  - Grecji (1985, 1987, 1988, 1989, 1990, 1992, 1996)
- Finalista Pucharu Grecji (1993)

Indywidualne
- Strzelców:
  -     - ligi greckiej (1980)
    - finałów Pucharu Grecji  (1985, 1988)

  - ligi greckiej w asystach (1989)
- Zaliczony do:
  - grona 50 Największych Osobowości w historii Euroligi (2008)
  - Greckiej Galerii Sław Koszykówki przez Eurobasket.com
- Uczestnik FIBA All-Star Games (1980, 1987, 1990, 1991)

Reprezentacja
Seniorów
- Mistrz:
  - Europy (1987)
  - igrzysk śródziemnomorskich (1979)
- Wicemistrz Europy (1989)
- Uczestnik:
  - mistrzostw świata (1986 – 10. miejsce, 1990 – 6. miejsce, 1994 – 4. miejsce)
  - igrzysk olimpijskich (1996 – 5. miejsce)
  - mistrzostw Europy (1979 – 9. miejsce, 1981 – 9. miejsce, 1983 – 11. miejsce, 1987, 1989, 1991 – 5. miejsce, 1993 – 4. miejsce, 1995 – 4. miejsce)
  - igrzysk śródziemnomorskich (1979, 1983 – 4. miejsce)

Młodzieżowe
- Wicemistrz Europy U–16 (1975)
- Uczestnik mistrzostw Europy U–18 (1976 – 7. miejsce, 1978 – 6. miejsce)

### Trenerskie
Drużynowe
- Mistrzostwo:
  - Europy (2005)
  - Pucharu Stankovicia (2006)
- Wicemistrzostwo:
  - świata (2006)
  - Euroligi (2010)
  - EuroChallenge (2004)
  - Grecji (2004, 2009, 2010)
- Zdobywca Pucharu Grecji (2010)
- Finalista Pucharu Grecji (2006, 2009)
- 4. miejsce:
  - w Eurolidze (2009)
  - podczas mistrzostw Grecji (2005, 2006)
- Uczestnik:
  - mistrzostw świata (1998 – 4. miejsce, 2006)
  - igrzysk olimpijskich (2004 – 5. miejsce, 2008 – 5. miejsce)
  - mistrzostw Europy (2005, 2007 – 4. miejsce)
  - mistrzostw Azji (2013 – 5. miejsce)

Indywidualne
- Trener Roku ligi greckiej (2004, 2006)